# Emmotllament en sorra
L'emmotllament en sorra o l'emmotllament a mà és un procés de fosa de metall caracteritzat en què el material del motlle és de sorra.
El que es realitza és un motlle de sorra en el qual hi tindrem les formes desitjades en forma de forats en el motlle. I a continuació el que es realitza és l'abocament del metall fos dins el motlle. Aconseguint d'aquesta manera que un cop el metall fos estigui solidificat obtindrem la peça desitjada.
El procés és relativament barat, fins i tot per a ús d'acer de fosa. Un agent d'unió adequat (generalment argila) es barreja amb la sorra. La barreja s'humiteja amb aigua per desenvolupar la força i la plasticitat de l'argila i per fer l'agregat adequat per al modelatge. El terme "emmotllament en sorra" també pot referir-se a un objecte produït durant el procés de fosa en sorra. Les peces de fosa de sorra es produeixen en fàbriques especialitzades anomenades foses.
A continuació descrivim el procés d'emmotllament en sorra.
El procés consisteix en, primer de tot en aconseguir un recipient, (caixa) que es pugui obrir pel posterior desemmotllament. Aleshores, emplenar la caixa amb sorra per crear el motlle on hi introduïm el model de la peça que voldrem obtenir.
Un cop tenim el model introduït dins el motlle, el retirarem per poder emplenar la cavitat realitzada pel model amb metall fos. Un cop el metall estigui refredat trenquem el motlle de sorra i retirem la peça fosa.

## Components
Patrons

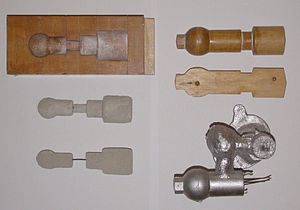
Esquerra: caixa de mascles, amb el resultat dels nuclis directament per sota. A la dreta: - Patró (s'utilitza amb el nucli) i peça obtinguda per fosa.

El fabricant de patrons construeix un model de l'objecte a ser produït, utilitzant fusta, metall o un plàstic tal com poliestirè expandit. El metall a emetre es contraurà durant la solidificació, i això pot ser que no quedi una peça uniforme a causa del refredament desigual. Per tant, el patró ha de ser lleugerament més gran que el producte acabat. L'encarregat del patró de decisions és capaç de produir patrons adequats utilitzant 'regles de contracció' (aquestes s'anomenen "governants d'assignació retràctils", on les marques governants estan deliberadament fabricades a un espai més gran en funció del percentatge de la longitud extra necessària). Diferents regles d'escala s'utilitzen per a diferents metalls perquè cadascun es contrau de manera diferent.
Els patrons també tenen còpies bàsiques que creen els registres dins dels motlles en els quals es col·loquen els mascles de sorra. Aquests nuclis, de vegades reforçats per cables, s'utilitzen per crear sota els perfils i cavitats que no han de ser modelats. D'aquesta manera queda un espai en buit, on no hi entra el metall colat. Com ara els passatges interiors de les vàlvules o passatges de refredament en els blocs de motor.

Caixa d'emmotllament i materials

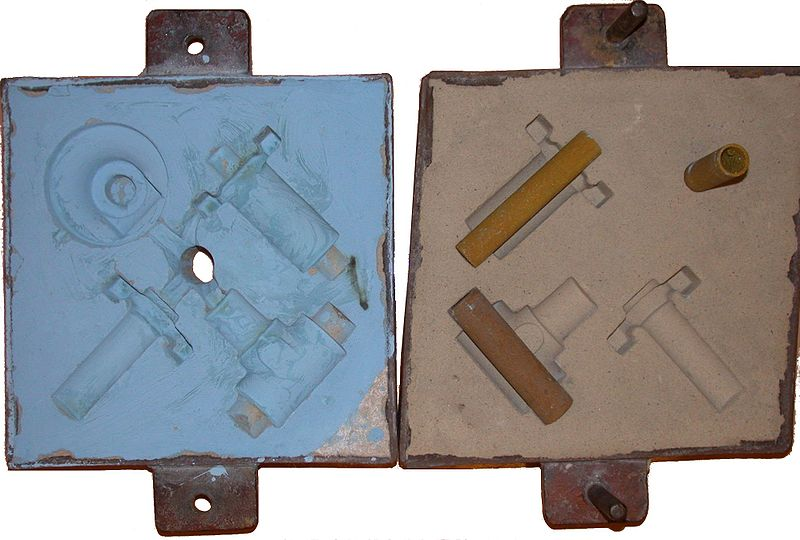
Parts inferior i superior d'un motlle de sorra on s'utilitzen noius

La caixa d'emmotllament té diverses parts (conegut com a matràs de colada) està formada per dues meitats principals la superior i inferior, que aquestes són conegudes com el front i arrossegament, respectivament. Aleshores es prepara la caixa d'emmotllament per rebre el patró. Les caixes d'emmotllament es fan en segments que poden ser enganxats entre si i amb tancaments dels extrems. S'utilitzen perns per la subjecció de les diferents parets de la caixa d'emmotllament.
Aleshores, el que es fa és emplenar la caixa d'emmotllament amb sorra fins a deixar la caixa tota plena fins arran de les parets. És interessant que la sorra quedi ben compactada dins la caixa.
S'acostuma a humitejar la sorra, d'aquesta manera tenim que la sorra queda més ben compactada tot i que també es poden utilitzar greixos o pot estar unida per aglutinants químics, com ara resines.

Noius o mascles
Els noius o mascles s'utilitzen per produir cavitats internes dins del motlle.
D'aquesta manera obtenim les parts interiors buides de la peça introduint en el motlle noius en la cavitat desitjada.
Cal destacar que és convenient evitar en la mesura que sigui possible la introducció de noius dins el motlle a causa de l'addicional temps de preparació i a causa del major cost que aquest comporta. Tanmateix en alguns casos és necessari la introducció de noius dins el motlle.

Diversos tractaments de calor es pot aplicar per alleujar les tensions de la refrigeració inicial i per afegir duresa en el cas de l'acer o de ferro, per tremp en aigua o oli.

Disseny i requeriments

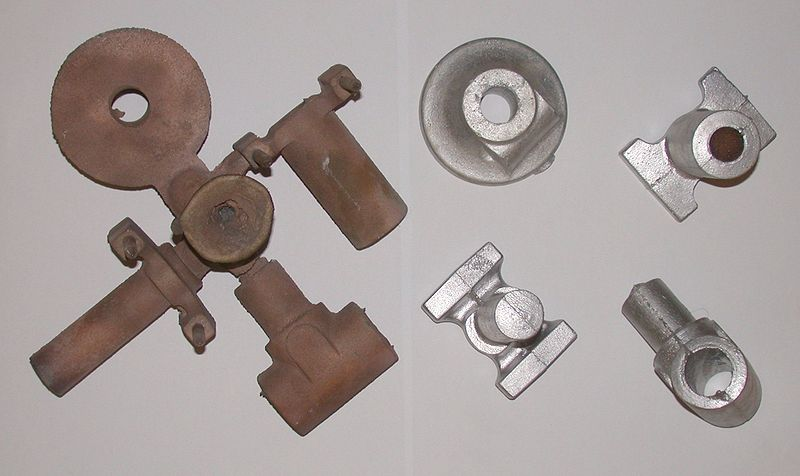
Conjunt de peces foses de bronze i alumini

El motlle i el seu patró han d'estar dissenyats per acomodar cada etapa del procés. Ja que ha de ser possible retirar el patró sense pertorbar la sorra d'emmotllament i s'ha de tenir llocs adequats per rebre i posicionar els nuclis. Una lleugera conicitat s'ha d'utilitzar en les superfícies perpendiculars a la línia de separació, per fer possible retirar el model del motlle. Aquest requisit s'aplica també als nuclis, ja que han de ser retirats de la caixa de mascles en què es formen. L'abeurador ha d'estar disposat per permetre un flux adequat de metall i els gasos dins el motlle per tal d'evitar un emplenament incorrecte. Si una peça ja sigui el nucli o el motlle es desallotgen hi haurà problemes en la forma final de la peça, així s'haurà de tornar a inicialitzar el procés.

Un aspecte important a tenir en compte és que s'ha d'evitar l'existència de porus en el metall un cop estigui solidificat, així el que s'ha de tenir en compte és la forma d'emplenament del motlle, ja que en alguns casos és necessari disposar de més d'una entrada de metall fos en el motlle. L'entrada de metall es realitza amb les massalotes, ja que aquestes eviten l'alteració final de la peça degut a la contracció final del metall un cop solidificat el metall fos, ja que la massalota un cop solidificat s'eliminarà de la peça, serrant-la.